# Non è la Rai
(La prima storica sigla del programma, scritta da Cristiano Minellono e Gianni Boncompagni)
Non è la Rai è stato un programma televisivo italiano ideato da Gianni Boncompagni e Irene Ghergo, diretto dallo stesso Boncompagni, andato in onda dal 9 settembre 1991 al 30 giugno 1995 per quattro edizioni. La trasmissione, fenomeno di costume degli anni novanta, andava in onda in diretta dallo studio 1 del Centro Safa Palatino di Roma e protagonisti del varietà erano balletti, giochi telefonici e canzoni, tutti eseguiti da un gruppo di ragazze adolescenti o poco più. La prima edizione del programma è stata condotta da Enrica Bonaccorti, la seconda edizione da Paolo Bonolis, e le ultime due da Ambra Angiolini.
Prima trasmissione di intrattenimento a frequenza quotidiana delle reti Fininvest ad impiegare la diretta, ha lanciato personaggi importanti del mondo del teatro, della musica, del cinema e della televisione ed è andato in onda su Canale 5 nella sua prima edizione e per parte della seconda, per poi trovare il massimo successo su Italia 1, dove fu spostato l'11 gennaio del 1993. Alcune delle protagoniste dello show hanno iniziato lì le loro carriere di attrici, cantanti, conduttrici televisive e attrici comiche, tra cui Antonella Elia, Miriana Trevisan, Laura Freddi, Alessia Merz, Claudia Gerini, Yvonne Sciò, Pamela Petrarolo, Nicole Grimaudo, Alessia Mancini, Romina Mondello, Antonella Mosetti, Veronika Logan, Cristina Quaranta, Sabrina Impacciatore, Lucia Ocone e la stessa Ambra Angiolini. Ha riscosso molte critiche e altrettanto successo, testimoniato dall'assortito merchandising composto da dischi, diari, album di figurine, quaderni e altro.

## Storia

### Prima edizione

L'ideatore e regista Gianni Boncompagni (a destra) in una foto del 1975, con Renzo Arbore. Una delle canzoni della loro trasmissione radiofonica Alto gradimento, No, non è la BBC, ha ispirato il nome e la sigla della prima stagione del programma.

Il programma nacque nel 1991 e la prima edizione andò in onda per tutta la stagione 1991/1992 su Canale 5 a partire dal 9 settembre alle 12:40, subito dopo Il pranzo è servito, con la conduzione di Enrica Bonaccorti e la partecipazione di Antonella Elia e Yvonne Sciò. Il programma segnò l'esordio del regista Gianni Boncompagni (che aveva già diretto la Bonaccorti in Pronto, chi gioca?) sulle reti televisive del gruppo Fininvest Relativamente al titolo, egli negò eventuali intenti polemici e affermò di essersi ispirato alla canzone No, non è la BBC del suo vecchio programma radiofonico Alto gradimento.
La scenografia del varietà rappresentava le quattro stagioni (una per ogni lato dello studio, con una piscina posizionata nel lato estivo) ed era arricchita dalla presenza di un folto gruppo di ragazze, inizialmente un'ottantina e quasi tutte provenienti dalle edizioni di Domenica in dirette dallo stesso regista negli anni precedenti. In principio queste erano relegate al ruolo di coro o al massimo si esibivano in piccoli intermezzi musicali e in balletti tra un gioco e l'altro, come la gara More contro Bionde in cui due piccoli gruppi composti da alcune di loro, per l'appunto more e bionde (capitanati rispettivamente da Yvonne Sciò e Antonella Elia), si sfidavano in canzoni e coreografie. Durante la prima fase del programma furono messe in evidenza alcune ragazze cui fu data la possibilità di esibirsi interpretando alcune canzoni o medley usando la propria voce, in playback, cioè Elena Moretti, Sabrina Marinangeli, Valentina Ducros e, occasionalmente, il trio di gemelle Desi, Monia e Tania Medda. Completavano infine il cast due vallette bambine: Martina Melli, rimasta per tutta l'annata, e Micaela Ilardo, che invece lasciò il programma dopo pochi mesi.
Altro elemento distintivo dello studio era la già citata piscina, dove si svolgevano alcuni giochi telefonici e dove alcune ragazze, durante la puntata, si tuffavano e facevano il bagno; a partire dalla terza edizione, tuttavia questa venne mano a mano usata sempre di meno, fino a rimanere solo come un mero arredo scenografico nella quarta e ultima edizione, anche per via delle proteste riguardanti l'abbigliamento sfoggiato dalle ragazze (nel caso dei bagni in piscina erano infatti in costume da bagno).
Pochi mesi dopo l'inizio della trasmissione vennero apportate alcune modifiche alla struttura dello spettacolo: Yvonne Sciò, che inizialmente conduceva una rubrica dedicata ai bambini, lasciò la trasmissione per dedicarsi esclusivamente al cinema, mentre ad Antonella Elia e Miriana Trevisan fu affidato il compito di animare il Cruciverbone (anche questo un gioco già usato da Boncompagni nelle edizioni di Domenica in da lui dirette), in cui il telespettatore da casa, al telefono con la Bonaccorti, doveva riempire orizzontali e verticali rispondendo alle domande poste. Successivamente gli autori decisero di mettere in luce altre ragazze, che diventarono in questo modo sempre di più i personaggi cardine del programma, come accadde a Laura Freddi, che venne fatta notare al pubblico per la somiglianza con l'attrice Kim Basinger e alla quale venne fatto svolgere un casto spogliarello ispirato a quello eseguito proprio dalla Basinger nel celebre film 9 settimane e ½. La Freddi sostituì poi la coppia Elia-Trevisan nel momento del Cruciverbone. Parallelamente, a Francesca Pettinelli, Claudia Gerini, Antonella Elia ed alla stessa Freddi fu data la possibilità di esibirsi interpretando alcune canzoni o medley usando la propria voce, in playback, contrariamente ad altre ragazze che ebbero la stessa possibilità, venendo tuttavia doppiate da alcune coriste, poiché non eccellevano nel canto.
Gran parte dello spettacolo era composto dai giochi telefonici, che spesso accompagnavano i momenti delle telepromozioni; tra i giochi più ricordati vi era quello del Sette e mezzo, con Antonella Elia coadiuvata da Martina Melli, durante il quale 40 ragazze reggevano altrettante carte da gioco con cui il concorrente da casa doveva tentare la vittoria. Fu data voce anche ad altre ragazze che affiancarono la Bonaccorti in alcuni giochi telefonici: Giorgia Ghezzi nel gioco Il soprannome di Giorgia, e Anne May Montonen in quello legato allo sponsor di una marca di succhi di frutta. La stessa Trevisan ebbe la possibilità di condurre il gioco del Sette e mezzo in alcune puntate in cui la Elia era assente perché impegnata nelle prove dell'edizione 1992 dei Telegatti.
Il programma continuò, con una riduzione di 30 minuti, iniziando alle 13:20 subito dopo il neonato TG5 (dal 13 gennaio 1992), dando un'importanza crescente alle ragazze, che diventarono così le vere protagoniste dello spettacolo a scapito della conduttrice ufficiale, che a fine stagione venne relegata a condurre solo alcuni giochi. La stessa Bonaccorti, dopo la mancata conferma alla conduzione per l'edizione successiva, annunciò un suo temporaneo ritiro dal mondo della televisione.. Inoltre, il cast era caratterizzato dalla presenza di due soli uomini: il finto bagnino Bob (all'anagrafe Roberto Tron), che arrivò in trasmissione con la partecipazione a una televendita pubblicizzante una marca di scarpe e vi restò fino all'ultima stagione, e Davide Mengacci, che presentava l'angolo della posta.
Al termine della stagione, conclusasi il 27 giugno, risultò evidente che il target della trasmissione, inizialmente individuato in quello delle casalinghe (Non è la Rai era stato inizialmente concepito come versione Fininvest di celebri programmi di successo della Rai come Pronto, Raffaella? e Pronto, chi gioca?), si era gradualmente spostato, fino a rivolgersi ad un pubblico nettamente più giovane.
Vennero inoltre ricavati parecchi spin-off durante questa edizione, come Primadonna, in onda su Italia 1 nella fascia preserale, condotto da Eva Robin's e Antonello Piroso con la partecipazione di Claudia Gerini, che venne interrotto per bassi ascolti dopo appena due mesi di trasmissione, alcuni speciali in prima serata,, i festeggiamenti di Capodanno di Canale 5 e Bulli e pupe, condotto in prima serata da Paolo Bonolis nell'estate del 1992, in cui vennero introdotte diverse nuove ragazze (tra cui Ambra Angiolini, Lucia Ocone, Annalisa Mandolini, Romina Mondello, Francesca Gollini, Emanuela Panatta, Daniela Giagheddu, Alessia Gioffi e Roberta Modigliani) che parteciperanno poi alla successiva edizione della trasmissione-madre; sempre durante l'estate 1992, andò in onda un “meglio di” dell'edizione appena terminata, intitolato Non è la Rai estate e proposto su Canale 5 nella medesima collocazione oraria.
Particolarmente ricordata è anche la sigla della prima edizione, ripresa anche per la prima parte della seconda, dal titolo omonimo al programma e scritta da Cristiano Minellono e Gianni Boncompagni con musiche di Paolo Ormi.

### Seconda edizione

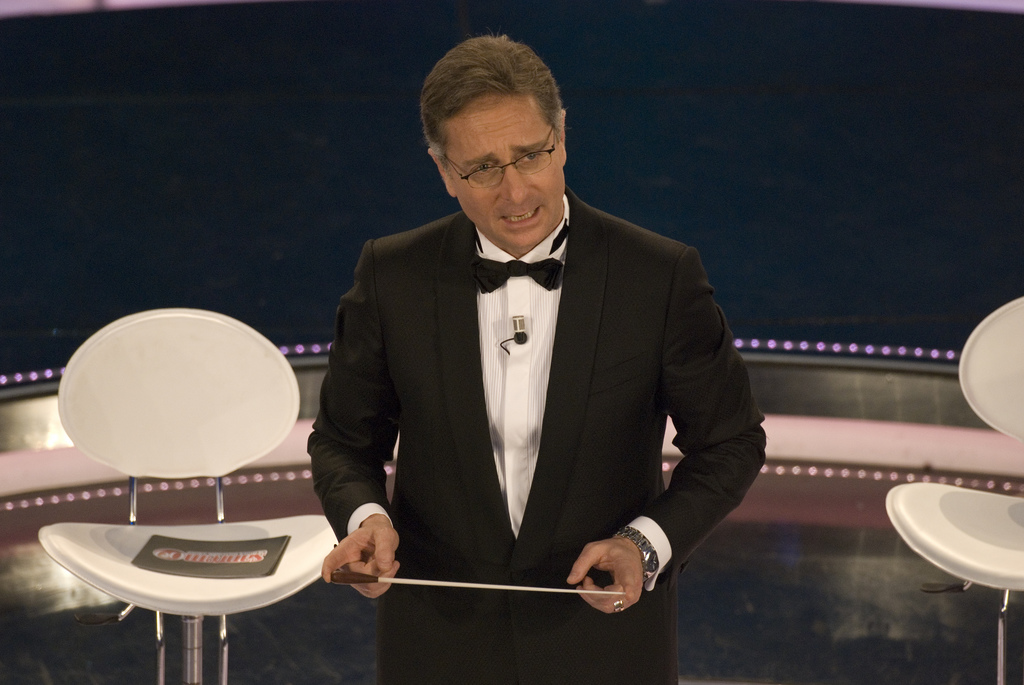
Anche Paolo Bonolis ha partecipato al programma, conducendone la seconda edizione

Nel settembre del 1992 iniziò la seconda stagione, condotta da Paolo Bonolis, che prese il posto della Bonaccorti dopo l'esperienza estiva di Bulli e pupe. Oltre al presentatore, anche la scenografia venne ripresa dallo show estivo e, in luogo delle quattro stagioni, fu rappresentata unicamente l'estate, caratterizzata da sfondo blu, cielo azzurro, sabbia, palme finte e una nuova piscina, molto più grande rispetto a quella dell'annata precedente. Il programma tornò in onda sempre su Canale 5, dopo un'estate in cui l'emittente aveva trasmesso i momenti migliori dell'edizione appena conclusa, con il titolo Non è la Rai - Estate.
Una delle principali novità fu l'iniziale partecipazione al programma, in un ruolo attivo, del regista e ideatore Boncompagni, che occupava un segmento della puntata interloquendo con un'improbabile Cenerentola interpretata da un giovanissimo Riccardo Rossi in alcuni siparietti comici. Per il resto lo spettacolo proseguì seguendo il modello della stagione precedente, con tanti giochi telefonici, ma lasciando maggiore spazio alle esibizioni canore delle ragazze. In questa prima fase del programma fu data la possibilità a due ragazze di condurre due giochi telefonici legati agli sponsor: Tiziana Sensi ed un'esordiente Annalisa Mandolini.
Nel novembre del 1992 la trasmissione fu colpita da un evento luttuoso: una delle giovani protagoniste del programma, Marina Musti, entrata a far parte del cast da pochi mesi, rimase vittima di un incidente stradale al ritorno da una serata in discoteca con altri suoi amici. La trasmissione, il giorno seguente ed in quello del suo funerale, non andò in onda in segno di rispetto e per permettere alle ragazze di prendere parte alle esequie della sfortunata collega.
L'11 gennaio 1993 il programma fu soggetto a un drastico cambiamento e traslocò su Italia 1, aumentando di durata e collocandosi nella fascia oraria compresa tra le 14:15 e le 16:00, Nel periodo precedente al passaggio di rete lo share medio era del 17%, con picchi di ascolto di circa 3 milioni di spettatori.
La presenza di Bonolis sullo schermo, che tra l'altro stava suscitando clamore perché in quel periodo proprio il conduttore aveva iniziato una relazione sentimentale con Laura Freddi, una delle protagoniste del programma, diventò, per scelta del regista, sempre più limitata: negli ultimi mesi di trasmissione Bonolis venne di fatto confinato a condurre solo gli spazi di alcune réclame, e nel corso della stagione alcune ragazze ottennero la conduzione di interi blocchi del programma. Tra queste spiccarono maggiormente:
- Ambra Angiolini che, seduta su una poltrona bianca, conduceva il gioco dello zainetto, in cui il telespettatore che chiamava doveva indovinare dieci oggetti contenuti nello zainetto di Ambra, ricordando gli eventuali oggetti già indovinati dai precedenti giocatori; in seguito le venne anche affidato il gioco dei cassetti musicali, durante il quale fu affiancata da Romina Mondello.
- Francesca Gollini, che presentava sia il gioco della metamorfosi, nel quale i concorrenti dovevano tentare di capire in che personaggio si stava trasformando una fotografia tramite morphing, sia il gioco delle secchiate (inizialmente legato allo sponsor delle caramelle Dietorelle) in cui gli spettatori dovevano scegliere quale delle quattro ragazze scelte a sorteggio, dovevano provare a tirare una maniglia alla cui cima era posto un secchio e aspettarsi o una doccia di caramelle (sostituite l'anno successivo, quando il gioco venne riproposto slegato dallo sponsor, con dei fiori) o, molto più frequentemente, una doccia d'acqua gelata;
- Roberta Modigliani, che presentava un quiz sugli anagrammi con lettere viventi composte da una decina di ragazze della trasmissione (gioco già proposto nell'edizione precedente con la Bonaccorti);
- Mary Patti – già Miss Linea Sprint Roma 1990 alle finali di Miss Italia (come Maria Patti) – che su uno sgabello vertiginoso recitava il ruolo della femme fatale mentre conduceva il gioco del nome della nonna (che dopo mesi di vani tentativi dei concorrenti si scoprì essere un assai improbabile “Mosqu”).[18]

Successivamente vennero messe in luce anche Alessia Merz, con il gioco del desiderio espresso il giorno del suo diciottesimo compleanno, Miriana Trevisan ed Ilaria Galassi, entrambe già molto attive nella prima edizione, rispettivamente nel gioco dal filosofico quesito perché viviamo? e nel gioco del walkman, in cui i telespettatori dovevano indovinare quale canzone stesse ascoltando in quel momento la Galassi. A Laura Freddi e Micaela Bernardoni fu affidata la conduzione di due giochi telefonici legati agli sponsor.
Fu proposto anche il gioco delle chiavi, nato durante lo spin-off serale Rock 'n' Roll con la conduzione di Alessia Gioffi, affiancata da Pamela Petrarolo, poi riproposto anche nella trasmissione-madre con la conduzione di Roberta Carrano, anche lei già molto popolare presso il pubblico del programma, affiancata inizialmente da Angela Di Cosimo ed in seguito dalla già citata Ilaria Galassi che, sotto lo sguardo della telecamera, nascondevano un mazzo di chiavi nei posti più disparati dello studio e il telespettatore doveva poi indirizzare la Carrano utilizzando le parole acqua (se si allontanava dal nascondiglio) o fuoco (se vi si avvicinava) alla ricerca dello stesso in un tempo prestabilito.
In seguito venne tuttavia reso noto che le giovanissime ragazze erano guidate tramite un auricolare da Boncompagni, che suggeriva loro parola per parola quello che dovevano dire.
Debuttò inoltre anche Sabrina Impacciatore che, già scoperta da Boncompagni a Domenica in, ereditò la rubrica della posta da Mengacci, alternando momenti seri ad altri più scanzonati.
Durante questa edizione aumentò il numero di esibizioni canore e venne anche introdotta una finta orchestra permanente, composta da una ventina di ragazze. Non è la Rai divenne in questa stagione anche un fenomeno nel mercato: vennero pubblicati i primi due dischi legati alla trasmissione, il primo dei quali raggiunse il secondo posto della classifica italiana degli album più venduti. Vennero inoltre messi in vendita quaderni e t-shirt con i volti dei personaggi più amati dell'edizione in corso.
Vi erano inoltre interi blocchi di trasmissione durante i quali l'intero cast si scatenava sulle note di Please Don't Go, brano musicale del gruppo eurodance Double You, tormentone estivo del 1992. Come per l'anno precedente, il conto alla rovescia per il 1993 di Canale 5 venne affidato al programma pomeridiano con una puntata speciale in seconda serata, mentre da gennaio ad aprile 1993, nel preserale di Italia 1 e con la conduzione di Orietta Berti, andò in onda Rock 'n' Roll, nato come una gara di rock acrobatico e poi trasformato in una costola serale di Non è la Rai condotta dalle ragazze stesse senza più la presenza della Berti. Solo a questa edizione prese parte Valentino Palmentieri, un finto poliziotto particolarmente bravo nei balli acrobatici.

### Terza edizione

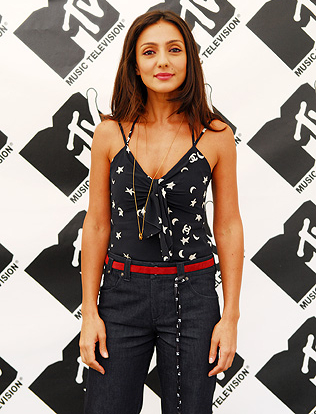
La nota conduttrice e attrice Ambra Angiolini ha debuttato con successo appena quindicenne proprio a Non è la Rai, conducendone in seguito la terza e la quarta edizione

A partire dalla terza edizione, in onda tra il 1993 e il 1994, il programma non venne più condotto da un presentatore con esperienza: Boncompagni decise infatti di affidare il programma alle stesse ragazze protagoniste, che nei due anni precedenti erano riuscite a rubare ampiamente la scena prima alla Bonaccorti e poi a Bonolis, relegandoli in secondo piano. In particolare la scelta cadde su Ambra Angiolini, in realtà guidata tramite un auricolare dal regista stesso, il quale le suggeriva parola per parola il testo che lei doveva ripetere , apprezzata, a detta dello stesso regista, per la sua spigliatezza e capacità di rielaborare prontamente quel che le veniva dettato nel corso della diretta.
Gran parte dell'attenzione dei mass media, in questa terza annata, fu concentrata proprio sulla quindicenne Ambra (in realtà sedicenne, ma la produzione decise di dichiarare un'età inferiore di un anno), che giocava, seguendo i costanti suggerimenti del regista, a fare la diva durante la trasmissione, capitanando un'agguerritissima schiera di ragazze che ebbero anch'esse la possibilità di esprimersi in giochi, canzoni e sketch di vario tipo all'interno dell'ora e mezzo di trasmissione (l'orario andava dalle 14:30 alle 16:00). Insieme ad Ambra Angiolini, che in quella stagione televisiva fu premiata con il Telegatto come personaggio rivelazione dell'anno, riscosse discreto successo soprattutto Pamela Petrarolo, soprannominata The voice. La Petrarolo, presente fin dalla prima edizione (era una delle ragazze provenienti da Domenica in), dopo aver cantato per una stagione doppiata dalle vocalist del programma, iniziò a registrare i brani da presentare in trasmissione con la sua vera voce ed ebbe anche l'opportunità di incidere per l'etichetta discografica RTI Music un primo disco da solista, Io non vivo senza te, pubblicato nel febbraio del 1994. Lo stesso privilegio fu concesso anche a Francesca Pettinelli, che a fine stagione pubblicò Dance with Francesca per la stessa etichetta.
L'edizione fu ricca di momenti di ilarità grazie agli sketch dell'esordiente comica Lucia Ocone, presente nel cast, che imitava vari personaggi, e a Sabrina Impacciatore, che, oltre a leggere la posta della trasmissione, ruolo che ricopriva già nella precedente edizione, inscenava scenette comiche e dirigeva il dibattito, un blocco del programma in cui le ragazze parlavano di vari argomenti, sia leggeri che impegnati. Parteciparono agli sketch comici della Impacciatore anche Tatiana Donati, Alessia Barela e Michela Andreozzi, quest'ultima all'epoca componente della redazione del programma (nonché una delle vocalist che prestavano la voce alle varie ragazze) che in seguito diverrà un'affermata attrice comica.
Questa edizione, tuttavia, ricevette anche molte critiche: nacquero le prime accese polemiche sulla natura della trasmissione e i suoi contenuti, che coinvolsero anche movimenti femministi ai quali il programma rispose proponendo l'8 marzo 1994, Giornata internazionale della donna, una puntata, eccezionalmente registrata il giorno prima anziché dal vivo, in cui le protagoniste indossavano abiti da sposa. La stagione vide inoltre l'abbandono improvviso e apparentemente immotivato di una delle ragazze più amate, Miriana Trevisan, ed iniziò a spargersi la voce di una presunta rivalità tra Ambra Angiolini, ormai indiscussa protagonista del programma, e Pamela Petrarolo, che in seguito fu smentita da entrambe le parti.
Questa edizione fu l'ultima ricca di giochi, che nella stagione successiva sarebbero stati praticamente eliminati. Tra i più seguiti c'era il primaverile gioco delle secchiate, già presente nell'edizione precedente, condotto da Ambra affiancata da Gu Shen, il quale risultò uno dei pochi riproposti anche in quella successiva. Altri giochi ricorrenti sono stati quello del diario di Ambra, in cui i concorrenti da casa dovevano indovinare cosa aveva fatto la conduttrice il 15 agosto 1993, e il gioco dei bambini, in realtà solo un'opportunità per i giovanissimi spettatori per parlare con Ambra (spazio che tra l'altro era già stato presente nella prima edizione, con la conduzione di Yvonne Sciò).
Solo durante le prime settimane dell'edizione fu data la possibilità anche ad altre ragazze di condurre alcuni giochi, sia telefonici che con concorrenti in studio: Roberta Carrano, Marzia Aquilani, Tatiana Donati, Cristina Riccioti ed una giovanissima Valentina Abitini. Ad altre ragazze invece fu affidata la conduzione di giochi legati agli sponsor: Miriana Trevisan, Sabrina Impacciatore, Lucia Ocone, Francesca Gollini e la coppia formata da Ilaria Galassi ed Antonella Mosetti. A Pamela Petrarolo fu affidata la conduzione della gara di barzellette; sempre la Petrarolo ebbe inoltre l'occasione di sostituire alla guida del programma la Angiolini, influenzata, per alcune puntate trasmesse alla fine di dicembre 1993, e fu protagonista (in questa stagione e nella successiva) di alcuni siparietti comici in cui imitava le esibizioni canore delle altre ragazze.
È da ricordare anche il Batuca Gum, brano musicale sul quale le ragazze si scatenavano per vari minuti così come l'anno precedente facevano sulle note di Please Don't Go.
Particolare scandalo fecero le dichiarazioni di Ambra (sempre dietro suggerimento di Boncompagni) durante le sue chiacchierate giornaliere con un diavoletto virtuale (che parlava solo a gesti) in pieno clima elettorale nella primavera del 1994, durante la quale affermò che, secondo il diavoletto, Satana teneva per Achille Occhetto mentre il Padreterno era un sostenitore di Silvio Berlusconi.
Questa stagione fu ricca anche di ospiti famosi, tra i quali si annoverano Pippo Baudo, Bruno Vespa, Giuliano Ferrara, Fiorello, Vittorio Sgarbi e Maurizio Costanzo, tutti intervistati da una giovanissima ma sfrontata Ambra. Diversi artisti e gruppi musicali si esibirono davanti alle telecamere dello Studio 1 del Centro Palatino tra cui i Take That, i New Kids on the Block, e Giorgia, che duettò con Pamela Petrarolo.
Sul piano del merchandising continuò la produzione di numerosi oggetti, come quaderni e diari, raffiguranti le piccole star del programma, vennero pubblicati altri due dischi, Non è la Rai sTREnna e Non è la Rai estate, rispettivamente nel dicembre 1993 e giugno 1994 e in particolar modo ebbe successo l'album di figurine che uscì in quell'anno.
Come venne riportato dai media l'anno seguente, il successo della seconda e terza edizione del programma consentirono ad Italia 1 di aumentare fino a più del triplo le tariffe pubblicitarie richieste nella fascia oraria 14:15-16:00, passando dai 5,5 milioni di lire del 1992 ai 18 milioni del 1993 (somme richieste per 30 secondi di pubblicità); in particolar modo, gli ascolti della trasmissione in queste stagioni si aggirarono tra il 13 e il 14% di share.

### Quarta edizione

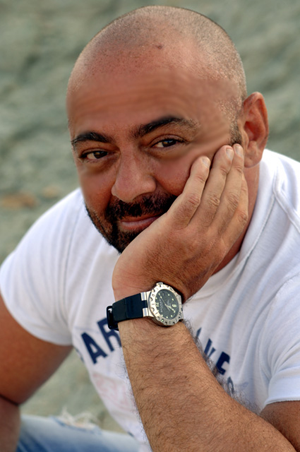
Peppi Nocera, autore della quarta edizione, in una foto degli anni 2000

La quarta stagione, andata in onda tra il 1994 e il 1995, iniziò registrando ancora un buon successo, seguito però nelle settimane successive da un lento declino, che fece poi calare gli ascolti del programma fino all'11% di share, perdendo così alcuni punti rispetto alla precedente stagione. Con gran disappunto dei fan della trasmissione, gran parte delle ragazze vennero sostituite da un centinaio di nuove leve, molte delle quali particolarmente giovani (un'età media di 14 anni), selezionate durante l'estate in un grosso casting svoltosi a Cinecittà che coinvolse circa 3.000 aspiranti intrattenitrici.
Alcune ragazze abbandonarono spontaneamente la trasmissione in cerca di un proprio spazio nel mondo dello spettacolo, tra queste Mary Patti, Emanuela Panatta e Francesca Gollini, quest'ultima decisa ad intraprendere la carriera di cantante, inciderà in seguito un singolo dance intitolato Only imagination, con lo pseudonimo Cat Francy.
Francesca Pettinelli, che nella precedente edizione aveva conquistato parecchio spazio, abbandonò invece il programma poco dopo il suo inizio, e nel 2001, nello speciale celebrativo Non era la Rai, motivò la sua scelta affermando che non le piaceva più l'ambiente che si stava creando e che riteneva che le nuove colleghe fossero troppo giovani per non avere una fortissima rivalità tra loro.
Pamela Petrarolo sostituì Marina Cinti come coreografa del programma, coadiuvata da altre due ragazze, Chiara Caputo e Federica Addari, mentre tra gli autori fece la sua comparsa Peppi Nocera, che partecipò alla composizione di alcune canzoni. Nel primo periodo della trasmissione la sigla di apertura fu una versione modificata dell'aria La calunnia è un venticello da Il barbiere di Siviglia, cantata da Ambra vestita da don Basilio, contenente alcuni attacchi verso la stampa, da alcuni ritenuta una sigla creata per appoggiare le critiche che l'allora Presidente del Consiglio Silvio Berlusconi, proprietario della Fininvest, aveva rivolto ai media su carta nei mesi precedenti.
Venne dato ampio spazio alla moda, con sfilate e competizioni tra alcuni giovani stilisti emergenti, le cui modelle erano le stesse ragazze del programma (le prime sono state Ilaria Galassi e Antonella Mosetti, che nella prima settimana, assieme ad Ambra, furono le uniche a sfilare), mentre sparirono quasi del tutto i giochi telefonici, che in quest'ultima edizione trovarono spazio solo nei primi mesi, con il gioco di Ambra la maga magra, e negli ultimi, quando, con l'arrivo della primavera, furono montate di nuovo le docce per lo storico gioco delle secchiate con Ambra affiancata non più da Gu come nella precedente edizione, ma da una diversa ragazza per ogni puntata.
Tra le altre novità di quest'edizione ci furono la classifica dei brani da discoteca più ballati nel fine settimana appena trascorso, l'introduzione di una passerella, che divise in due settori le sedie rosse che ospitavano l'intero cast e che hanno caratterizzato lo studio dalla seconda edizione (unica variazione della scenografia) e l'apertura degli studi alle comitive scolastiche in primavera, che così partecipavano direttamente al programma.
Come nella stagione precedente, anche questa edizione vide molti ospiti famosi, soprattutto cantanti, tra i quali il primo ad essere invitato fu Marco Masini, che cantò la canzone Cuccioli.
Ad inizio stagione venne proposto anche un televoto (a quel tempo un'autentica novità in Italia, effettuato con un sistema chiamato Diapason) per eleggere la ragazza più popolare del programma, che risultò essere la siciliana Nicole Grimaudo (con circa 150.000 voti su 572.000 totali), debuttante in quell'edizione, seguita da Alessia Merz e Alessia Mancini (anch'essa al debutto in quell'annata).
Il televoto (gratuito) venne ripetuto anche in seguito, per votare la ragazza più brava nel ballo (vinse Angela Di Cosimo) e per scegliere il miglior stilista emergente, arrivando a superare il milione di telefonate giornaliere, situazione che sembrava contraddire i cali d'ascolto registrati dall'Auditel nei primi mesi della trasmissione.
Il resto dell'edizione si sviluppò senza particolari sconvolgimenti della scaletta, che, a partire dal gennaio del 1995, per alcune settimane si arricchì della rubrica Non è la Rai Cult, occasione per mostrare vecchi spezzoni video ripresi sia dalle precedenti stagioni del programma, sia dagli speciali e dagli spin-off degli anni passati. Vennero inoltre presentate anche delle coreografie su basi dance o pop di grandi successi musicali (come Vogue di Madonna) preparate da Pamela Petrarolo, che durante questa edizione pubblicò sempre per la RTI Music il suo secondo album da solista, Niente di importante, composto da inediti italiani melodici.
A differenza delle edizioni precedenti, pochissime ragazze ebbero la possibilità di condurre blocchi di trasmissione: la consolidata coppia formata da Ilaria Galassi ed Antonella Mosetti in alcune televendite; Nicole Grimaudo, Johanna Martes Vidal e l'inedita coppia formata da Alessia Merz e Roberta Modigliani in sostituzione di Ambra, influenzata e dunque assente per alcune puntate (come accaduto nell'edizione precedente, in cui fu sostituita da Pamela Petrarolo); la sola Galassi in sostituzione di Ambra, assente per mezza puntata per motivi legati alla promozione dell'album T'appartengo.
La Fininvest aveva intenzione di riconfermare in palinsesto Non è la Rai anche per la successiva stagione televisiva 1995/96 con una quinta edizione, ma legò il contratto ai risultati d'ascolto che la trasmissione avrebbe ottenuto (ovvero se non fossero stati soddisfacenti, l'azienda avrebbe potuto cancellarla in qualsiasi momento); Boncompagni si rifiutò di firmare un contratto con una simile clausola, e ciò sancì la chiusura definitiva del programma, la cui ultima puntata andò in onda il 30 giugno del 1995. Quel giorno si assistette a un finale con le lacrime sulle note di T'appartengo, la canzone di Ambra Angiolini contenuta nel suo primo album dal titolo omonimo pubblicato sempre per la RTI Music proprio all'inizio di questa stagione (in cui cominciò a cantare con la sua vera voce), di cui fu in seguito pubblicata anche la versione in lingua spagnola, Te pertenezco, che ebbe un ottimo successo di vendite in Spagna e in Sud America. Sempre nell'ultima puntata alcune delle ragazze più note degli anni precedenti tornarono sul palco, riproponendo per l'occasione alcuni brani più caratteristici delle passate edizioni. Durante l'ultima puntata, oltre alle esibizioni delle “vecchie glorie” del programma, ebbe luogo anche la finale del concorso della stilista del secolo tramite televoto. Quello stesso giorno si celebrò, qualche ora più tardi, il matrimonio di Antonella Mosetti con Alessandro Nuccetelli: l'evento fu filmato dalle telecamere della Fininvest per essere poi trasmesso il 26 luglio 1995 su Italia 1 in orario preserale con il titolo Fiori d'arancio a Non è la Rai e presentato da Riccardo Rossi.
Anche in quest'ultima stagione ci fu un buon merchandising, che non vide però ulteriori introduzioni tra i prodotti distribuiti.
Nella stagione 1995/96 il programma venne dunque sostituito da Generazione X, un talk show giovanile condotto sempre da Ambra Angiolini, che tuttavia non riuscì ad ottenere lo stesso successo di Non è la Rai, rimanendo in onda per una sola stagione televisiva. Gianni Boncompagni tornò invece su Canale 5, dove diresse, nella medesima fascia oraria (trovandosi dunque in competizione con la stessa Ambra), il game show Casa Castagna condotto da Alberto Castagna (brevemente sostituito da Gabriella Carlucci per alcune settimane) e trasmesso sempre dallo studio 1 del Centro Palatino; anche quest'ultimo programma non ottenne un riscontro positivo da parte del pubblico e venne anch'esso chiuso dopo una sola annata.

## Edizioni
| Edizione | Periodo           | Periodo        | Puntate | Conduzione        | Rete televisiva |
| Edizione | Inizio            | Fine           | Puntate | Conduzione        | Rete televisiva |
| -------- | ----------------- | -------------- | ------- | ----------------- | --------------- |
| 1ª       | 9 settembre 1991  | 27 giugno 1992 | 240     | Enrica Bonaccorti | Canale 5        |
| 2ª       | 14 settembre 1992 | 8 gennaio 1993 | 192     | Paolo Bonolis     | Canale 5        |
| 2ª       | 11 gennaio 1993   | 25 giugno 1993 | 192     | Paolo Bonolis     | Italia 1        |
| 3ª       | 20 settembre 1993 | 24 giugno 1994 | 188     | Ambra Angiolini   | Italia 1        |
| 4ª       | 12 settembre 1994 | 30 giugno 1995 | 200     | Ambra Angiolini   | Italia 1        |

## Le ragazze
Le ragazze che parteciparono alle varie edizioni del programma furono diverse centinaia e solo una parte di esse riuscì a farsi notare, come interprete di canzoni, come conduttrice di giochi o come ospite d'onore nelle serate che venivano organizzate nelle discoteche.
Tra quelle che presero parte alle prime edizioni, oltre a chi aveva già avuto in passato delle esperienze televisive (principalmente la Domenica in di Boncompagni) o cinematografiche, vi erano anche alcune vincitrici del concorso di bellezza Miss Teenager: Claudia Gerini (vincitrice nel 1985), Barbara Lelli (1987) e Monia Arizzi (1988).
In un'intervista del dicembre 2007 a La Stampa Boncompagni (in quel periodo presente sul piccolo schermo su LA7 con il programma Bombay) ha rivendicato anche la multietnicità delle ragazze del programma, essendo presenti nel cast giovani di etnia asiatica, africana e sudamericana, anche in ruoli di primo piano.
Come scritto inizialmente, alcune delle partecipanti al programma continuarono la carriera nel mondo dello spettacolo, seppur con risultati altalenanti. Molte divennero vallette o conduttrici di programmi sia sulle reti Mediaset sia sulle reti concorrenti, rendendo, da un punto di vista a posteriori, la trasmissione di Boncompagni una specie di vivaio da cui poi sarebbero provenute showgirl tra le più popolari del decennio successivo.
Striscia la notizia, per esempio, ebbe come coppie di veline per le stagioni 1994/95 e 1995/96 rispettivamente Miriana Trevisan/Laura Freddi e Alessia Merz/Cristina Quaranta, tutte provenienti da Non è la Rai e destinate negli anni successivi a partecipare nei ruoli più disparati a numerose produzioni televisive.
Nella stagione successiva 1996/97 doveva essere nuovamente presente come velina bionda una ragazza del programma, Ilaria Galassi, ma pochi giorni prima dell'inizio della trasmissione dovette rinunciare a causa di un incidente, comparendo solo più avanti in alcune telepromozioni e nella versione estiva del programma, Doppio lustro, nel 1998. Nel 1997/98 Alessia Mancini venne scelta come velina mora; confermata anche per l'anno successivo dovette rinunciare per motivi di salute, per poi rientrare nel piccolo schermo nel 1999 con il quiz preserale di Canale 5 Passaparola.

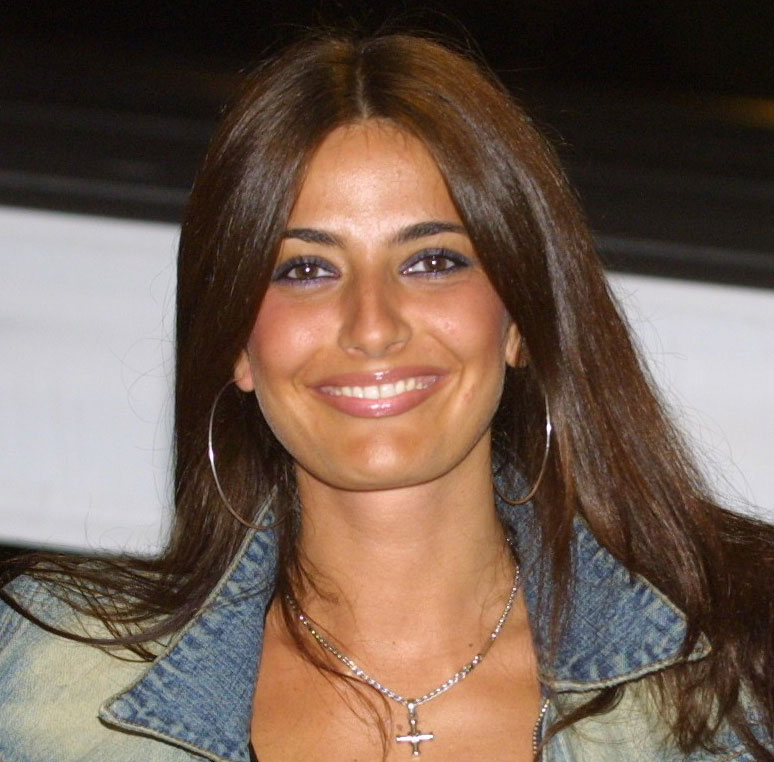
Sabrina Marinangeli era una delle ragazze più famose durante la prima e la seconda edizione del programma. Dopo Non è la Rai proseguì la sua carriera televisiva come cantante e corista.

Emanuela Panatta, che già a Non è la Rai si era distinta per le doti di ballerina, entrò prima a far parte di diversi corpi di ballo di trasmissioni della Rai, per poi condurre per due stagioni un programma per ragazzi su TMC 2 in cui venivano trasmessi i cartoni di Cartoon Network. Scelta nel 1998 come prima ballerina da Boncompagni per la trasmissione di Rai 2 La crociera, condotta da Nancy Brilli (per alcuni versi simile come impostazione a Non è la Rai, ma cancellato dopo una sola puntata a causa degli ascolti inferiori alle aspettative della rete), si dedicò in seguito quasi esclusivamente al teatro. Lavorarono nuovamente con Boncompagni anche Lucia Ocone e Sabrina Impacciatore nel fortunato varietà comico Macao, in onda sempre su Rai 2 e condotto da Alba Parietti, che contribuì a dar loro la possibilità di recitare negli anni seguenti in diverse fiction e film e di partecipare a programmi comici, tra cui i vari Mai dire... della Gialappa's Band e Ciro, il figlio di Target.
Altre ragazze, come Romina Mondello, Claudia Gerini (entrambe con esperienze precedenti alla trasmissione legate ai concorsi di bellezza), Nicole Grimaudo, Veronika Logan, Karin Proia, Alessia Barela e Chiara Conti diverranno apprezzate attrici, mentre Ambra Angiolini, considerata simbolo del programma per il suo ruolo di conduttrice nella terza e quarta edizione, si rivelerà un personaggio poliedrico, in grado di passare dalla recitazione comica, alla recitazione impegnata, al canto, alla conduzione televisiva e radiofonica e al doppiaggio, ottenendo numerosi riconoscimenti.
Eleonora Cecere, un'altra delle ragazze a cui veniva dato più spazio durante il programma, aveva già avuto alcune esperienze come attrice, nel 1987, a soli nove anni, in La famiglia di Ettore Scola e nell'Intervista di Federico Fellini e, nel 1991, in La carne di Marco Ferreri. Dopo Non è la Rai è stata protagonista di alcuni fotoromanzi Lancio e, per un breve periodo, ha fatto parte del corpo di ballo di Domenica in, per poi formare con altre tre ragazze un gruppo musicale, le Dolci Manie, rimaste per una stagione come ospiti fisse al Tappeto Volante, programma quotidiano condotto da Luciano Rispoli su Telemontecarlo. Terminata questa esperienza, la Cecere ha proseguito la sua carriera nel mondo dello spettacolo come cantante solista e brevemente come conduttrice televisiva nell'emittente laziale T9, oltre ad essere apparsa come ballerina in alcune trasmissioni della Rai.
Roberta Carrano, un'altra delle ragazze più popolari della trasmissione (ha partecipato a tutte e quattro le edizioni), dopo la fine di Non è la Rai ha preso parte ad alcuni film indipendenti e ha lavorato a Rai International, conducendone alcuni programmi ed è stata inoltre protagonista di diversi fotoromanzi; in seguito ha però preferito abbandonare il mondo dello spettacolo, dedicandosi alla gestione di un mobilificio di Roma.
Tra le ragazze che proseguirono la carriera nel mondo dello spettacolo, seppur con fortune alterne, anche Alessia Gioffi, entrata nel cast tramite lo spin-off Bulli e pupe e nota nel programma come Terminator, per via del modo di ballare particolarmente energico e caotico. Dopo Non è la Rai fece parte del corpo di ballo del varietà di Rai 1 Numero Uno condotto da Pippo Baudo, per poi condurre alcune trasmissioni su televisioni locali e satellitari, oltre a recitare in spot televisivi. Nel 1997 interpreta il singolo Snoopy Twist, dedicato all'omonimo beagle che compare nei fumetti e nei cartoni dei Peanuts: il video musicale della canzone verrà usato in quel periodo da Junior TV per introdurre il Charlie Brown and Snoopy Show. Dopo aver sentito una forte chiamata interiore di fede ha iniziato a dedicarsi alla cura di poveri senzatetto e persone anziane sole, donando la sua immutata energia con grande affetto e condividendo le sue emozionanti esperienze sociali e divertenti spezzati di vita quotidiana in una pagina social su Facebook.
Tra coloro che avevano seguito Boncompagni nel passaggio da Domenica in a Non è la Rai spiccavano anche Sabrina Marinangeli (corista di numerose trasmissioni e occasionalmente conduttrice), Pamela Petrarolo (cantante e attrice teatrale) e Francesca Pettinelli (cantante).

### Elenco
Furono oltre 350 le ragazze che presero parte al programma nelle sue quattro edizioni. Di seguito un breve elenco delle ragazze che ebbero maggior risalto nelle diverse edizioni, a cui si aggiungono alcune ragazze che facevano semplicemente presenza ma che, negli anni a seguire, ebbero un certo risalto nel mondo dello spettacolo. Per un elenco più dettagliato si rimanda ai siti ufficiali della trasmissione.
| Ragazza               | Edizione | Edizione | Edizione | Edizione | Ragazza                   | Edizione | Edizione | Edizione | Edizione | Ragazza                       | Edizione | Edizione | Edizione | Edizione | Ragazza              | Edizione | Edizione | Edizione | Edizione |
| Ragazza               | 1°       | 2°       | 3°       | 4°       | Ragazza                   | 1°       | 2°       | 3°       | 4°       | Ragazza                       | 1°       | 2°       | 3°       | 4°       | Ragazza              | 1°       | 2°       | 3°       | 4°       |
| --------------------- | -------- | -------- | -------- | -------- | ------------------------- | -------- | -------- | -------- | -------- | ----------------------------- | -------- | -------- | -------- | -------- | -------------------- | -------- | -------- | -------- | -------- |
| Antonella Elia        |          |          |          |          | Ilaria Galassi            |          |          |          |          | Ambra Angiolini               |          |          |          |          | Antonella Mosetti    |          |          |          |          |
| Yvonne Sciò           | [ 66 ]   |          |          |          | Karin Proia               |          |          |          |          | Annalisa Mandolini            |          |          |          |          | Cristina Riccioti    |          |          |          |          |
| Elena Moretti         | [ 67 ]   |          |          |          | Laura Colucci             |          |          |          |          | Arianna Governatori           |          |          |          |          | Eleonora Costanzo    |          |          |          |          |
| Sabrina Marinangeli   |          | [ 68 ]   |          |          | Laura Migliacci           |          |          |          |          | Daniela Giagheddu             |          |          |          |          | Nicoletta Costanzo   |          |          |          |          |
| Valentina Ducros      | [ 66 ]   |          |          |          | Letizia Catinari          |          |          |          |          | Emanuela Panatta              |          |          |          |          | Gu Shen              |          |          |          |          |
| Miriana Trevisan      |          |          | [ 69 ]   |          | Loriana Zazzeretta Liuzza |          |          |          |          | Elvira Debri                  |          |          |          |          | Letizia Boupkouele   |          |          |          |          |
| Laura Freddi          |          |          |          |          | Luna Castellani           |          |          |          |          | Federica Addari               |          |          |          |          | Moira Marinucci      |          |          |          |          |
| Claudia Gerini        |          |          |          |          | Maria Cristina Cuccurullo |          |          |          |          | Federica Lotto                |          |          |          |          | Monica Catanese      |          |          |          |          |
| Francesca Pettinelli  |          |          |          | [ 70 ]   | Marzia Cipollini          |          |          |          |          | Francesca Gollini Da Bellaria |          |          |          |          | Pryska Boupkouele    |          |          |          |          |
| Desi Medda            |          |          |          |          | Micaela Bernardoni        |          |          |          |          | Giordana Beni                 |          |          |          |          | Romina Citarella     |          |          |          |          |
| Monia Medda           |          |          |          |          | Monica Maiavacca Maja     |          |          |          |          | Lucia Ocone                   |          |          |          |          | Sabrina Pelati       |          |          |          |          |
| Tania Medda           |          |          |          |          | Pamela Petrarolo          |          |          |          |          | Maria Monsè                   |          |          |          |          | Shaila Risolo        |          |          |          |          |
| Alessandra Cotta      |          |          |          |          | Raffaella Ferrero         |          |          |          |          | Maria Teresa Mattei           |          |          |          |          | Sofia Sed            |          |          |          |          |
| Alessandra Di Carmine |          |          |          |          | Roberta Carrano           |          |          |          |          | Marina Musti                  |          | [ 72 ]   |          |          | Stella Rotondaro     |          |          |          |          |
| Alessia Barela        |          |          |          |          | Roberta Grotti            |          |          |          |          | Mary Patti                    |          |          |          |          | Valentina Abitini    |          |          |          |          |
| Annamaria Compare     |          |          |          |          | Sabrina Tempera           |          |          |          |          | Marzia Aquilani               |          |          |          |          | Vanessa Viola        |          |          |          |          |
| Anne May Montonen     |          |          |          |          | Samantha Dell'Acqua       |          |          |          |          | Micaela Lancione              |          |          |          |          | Vittoria Tiraterra   |          |          |          |          |
| Angela Di Cosimo      |          |          |          |          | Simona Manuli             |          |          |          |          | Monia Arizzi                  |          |          |          |          | Alessandra Pazzetta  |          |          |          |          |
| Arianna Becchetti     |          |          |          |          | Silvia Fossi              |          |          |          |          | Patrizia Abbadi               |          |          |          |          | Alessia Mancini      |          |          |          |          |
| Barbara Lelli         |          |          |          |          | Soraya Castillo           |          |          |          |          | Roberta Ghinazzi Modigliani   |          |          |          |          | Barbara Gilbo        |          |          |          |          |
| Barbara Trani         |          |          |          |          | Tala De Maria             |          |          |          |          | Romina Mondello               |          |          |          |          | Cristina Aranci      |          |          |          |          |
| Catia Foresto         |          |          |          |          | Tatiana Donati            |          |          |          |          | Sabrina Impacciatore          |          |          |          |          | Cristina Muntoni     |          |          |          |          |
| Cristina Quaranta     |          |          |          |          | Vanessa Leonardi          |          |          |          |          | Simona Peroni                 |          |          |          |          | Emanuela Natale      |          |          |          |          |
| Cristina Santucci     |          |          |          |          | Veronika Logan            |          |          |          |          | Sonia Violetti                |          |          |          |          | Johanna Martes Vidal |          |          |          |          |
| Eleonora Cecere       |          |          |          |          | Vicky Martinez            |          |          |          |          | Tiziana Sensi                 |          | [ 73 ]   |          |          | Miriam Calzolari     |          |          |          |          |
| Emanuela Di Lorenzo   |          |          |          |          | Virginia Presciutti Wolf  |          |          |          |          | Veronica Cannizzaro           |          |          |          |          | Maria Grazia Befi    |          |          |          |          |
| Francesca Rinaldi     |          |          |          |          | Yelena Merzoian           |          |          |          |          | Anna Longoni                  |          |          |          |          | Nicole Grimaudo      |          |          |          |          |
| Gaia Camossi          |          |          |          |          | Alessia Gioffi            |          |          |          |          | Chiara Caputo                 |          |          |          |          | Sandra Sonegehte     |          |          |          |          |
| Giorgia Ghezzi        |          |          |          |          | Alessia Merz              |          |          |          |          | Chiara Conti                  |          |          |          |          | Simona Capaldo       |          |          |          |          |

## Esibizioni canore

Molte delle canzoni interpretate, erano vecchi successi di Raffaella Carrà, per lungo tempo compagna del regista Boncompagni, che scrisse per lei molti brani.

Buona parte del programma era basata sull'esibizione di numerose ragazze che in playback interpretavano delle canzoni, di norma arrangiate dal musicista Stefano Magnanensi, con l'ausilio di voci prestate da alcune vocalist; tuttavia, ad alcune era stato concesso di incidere le canzoni con la propria voce. Le canzoni erano, generalmente, grandi successi musicali dei decenni precedenti (anche se non sono mancati dei medley con canzoni anni trenta e quaranta) e tra i brani più cantati e proposti nello show si ricordano La pelle nera e Strapazzami di coccole. Meno spesso venivano scritti dei brani appositamente per quel contesto, come Tutta tua e Ailoviù, mentre nella quarta edizione alcuni di quelli scartati dal primo album da solista di Ambra, come Il telefonino e Non sono lolita, scritte dall'autore Peppi Nocera, furono riassegnate ad altre ragazze e curiosamente incise dalla cantante che nei precedenti anni aveva dato la voce alle interpretazioni di Ambra, Alessia Marinangeli. Erano infatti presenti numerose vocalist, ma di solito le ragazze che interpretavano più canzoni avevano una cantante ricorrente, tra le più attive appunto Alessia Marinangeli per Ambra e Roberta Modgiliani, Loredana Maiuri per Moira Marinucci e Marzia Aquilani, Anna Maria Di Marco per Emanuela Panatta, Stefania Del Prete per Miriana Trevisan, Eleonora Cecere, Maria Teresa Mattei ed Antonella Mosetti, Barbara Boncompagni, figlia del regista, per Monica Catanese, Letizia Mongelli per Alessia Mancini, Michela Andreozzi per Nicole Grimaudo e, solo durante la seconda edizione, Antonella Tersigni per Ambra Angiolini, Miriana Trevisan, Cristina Quaranta ed Ilaria Galassi.
Talvolta venivano preparati dei duetti o canzoni di gruppo; alcune ragazze cantavano sempre in coppia, come Shaila Risolo e Valentina Abitini o Barbara Lelli e Letizia Catinari o le gemelle Eleonora e Nicoletta Costanzo; occasionali duetti si ebbero tra coloro che risultavano essere amiche nell'ambito della trasmissione: Antonella Mosetti e Ilaria Galassi in The Sound of Silence e Una fetta di limone; Moira Marinucci e Marzia Aquilani in Drive My Car dei Beatles; Laura Freddi e Miriana Trevisan in Hanno ucciso l’uomo ragno. Ulteriori occasionali duetti vennero eseguiti anche da: Virginia Presciutti (col cognome d'arte Wolf, citando la famosa scrittrice) e Francesca Pettinelli in Uno più bello e I wanna dance with somebody; Ilaria Galassi e Romina Mondello nel Tuca tuca; Marzia Aquilani e Maria Teresa Mattei in No more tears.
Un tipico esempio di trio era invece quello composto da Arianna Becchetti, Monia Arizzi e Laura Migliacci, che formavano il trio delle bionde dette anche Le tre colombelle e si esibivano sempre insieme; Laura Migliacci, nella seconda e terza edizione, si esibiva spesso anche in duetto con Roberta Carrano, con vari brani inediti scritti per l'occasione come Tutta tua, Cheese cheese, Caldo caldo, Il tic (il ballo dei matti), Tu e Mu, Provolone, divenute vere canzoni-simbolo del programma. Curiosamente la Migliacci utilizzava la propria voce nelle canzoni eseguite in duetto con Roberta Carrano, mentre in quelle in trio con Monia Arizzi ed Arianna Becchetti era invece doppiata. Durante la seconda e la terza edizione si esibì anche il quartetto delle piccoline composto da Angela Di Cosimo, Eleonora Cecere, Emanuela Panatta e Pamela Petrarolo.
Caratteristici delle prime due edizioni, nonché dello spin-off Bulli e pupe, furono anche i medley musicali, o compilation, inizialmente affidati solo a ragazze che usano la propria voce nel canto, successivamente vennero eseguiti soprattutto con il supporto delle Vocalist. Le compilation furono quasi del tutto assenti nella terza edizione, mentre furono rieseguite nella quarta. Il numero delle ragazze che parteciva ai medley variava notevolemte, si va da un minimo di tre nella Compilation di Capodanno ’91 sino ad arrivare a dodici nella Compilation di Capodanno ’92
Molte di queste incisioni venivano usate nelle serate in discoteca dove le piccole stelle della trasmissione presenziavano come ospiti, e vennero inserite nelle sei compilation pubblicate tra il 1993 e il 1995 (solitamente una a dicembre e una a giugno) e nei dischi delle tre che hanno potuto pubblicare dei dischi personali: Ambra Angiolini, Pamela Petrarolo e Francesca Pettinelli.
Dopo la loro partecipazione alla trasmissione, due ragazze pubblicarono delle incisioni strettamente in collegamento con quest'ultima. Nell'autunno 1994 Mary Patti, che aveva abbandonato il programma pochi mesi prima, pubblicò per l'etichetta New Music un album intitolato Canzoni in libertà contenente brani eseguiti da una cantante professionista, Roberta Granà, sfruttando la sua immagine e il successo regalatole dalla trasmissione. Con la sua voce cantò invece Sofia Sed per un singolo pubblicato nell'estate del 1995, che conteneva la canzone Didin (cover del brano di Rossana Casale, presentata a Non è la Rai negli ultimi mesi di trasmissione) e un brano inedito intitolato Decidi con me.

### Discografia
Buona parte del merchandising era basata sulle pubblicazioni musicali, che hanno costituito una vera e propria discografia strettamente collegata alla trasmissione: sono state pubblicate per la RTI Music sei compilation contenenti brani presentati nel varietà (l'ultima era composta da due dischi) e cinque album di tre ragazze (l'album di Ambra è stato pubblicato anche in versione spagnola e diffuso nei paesi iberici e dell'America del Sud). Durante il programma era spesso evidenziata, con fini promozionali, la presenza delle canzoni eseguite sulle compilation in vendita e gli stessi CD sono stati a volte premio per i giochi telefonici. Durante le esibizioni di Ambra effettuate nel periodo di lancio di T'appartengo alla cantante veniva sovrapposta una grafica con cornice rossa che ricordava la copertina dell'album.

#### Compilation
- 1993 - Non è la Rai
- 1993 - Non è la Rai 2
- 1993 - Non è la Rai sTREnna
- 1994 - Non è la Rai estate
- 1994 - Non è la Rai novanta5
- 1995 - Non è la Rai gran finale

#### Album delle ragazze da soliste
- 1994 - Io non vivo senza te (Pamela Petrarolo)
- 1994 - Dance with Francesca (Francesca Pettinelli)
- 1994 - T'appartengo (Ambra Angiolini)
- 1995 - Niente di importante (Pamela Petrarolo)
- 1995 - Te pertenezco (Ambra Angiolini)

### Vocalist
Nonostante sia noto che le protagoniste del programma interpretavano brani incisi in precedenza da cantanti professioniste, meno risalto ha avuto il fatto che un gruppo non irrilevante di queste si cimentava in sala d'incisione registrando i brani che avrebbero poi reinterpretato in trasmissione.
Le cantanti hanno avuto un ruolo fondamentale nella composizione dello spettacolo, in quanto la stragrande maggioranza delle canzoni presentate venivano incise dalle numerosissime vocalist scelte proprio per quel compito.
| Vocalist            | Vocalist           | Vocalist             | Vocalist           |
| ------------------- | ------------------ | -------------------- | ------------------ |
| Alessandra Puglisi  | Cinzia Baldana     | Letizia Mongelli     | Paola Serafino     |
| Alessia Marinangeli | Cinzia Spata       | Lilla Costarelli     | Romina Johnson     |
| Anna Maria Di Marco | Claudia Arvati     | Loredana Maiuri      | Sabrina Lazzaretti |
| Antonella Tersigni  | Fabiola Torresi    | Maria Grazia Fontana | Sabrina Marciano   |
| Barbara Boncompagni | Floriana Valente   | Marina De Sanctis    | Stefania Del Prete |
| Beatrice Magnanensi | Gabriella Fazzino  | Michela Andreozzi    | Susanna Stivali    |
| Raffaella Misiti    | Letizia Mezzanotte | Michela Resi         | Tania Savoca       |

### Ragazze che hanno cantato con la loro voce
|                           | |
| Ragazza                   | Note |
| Alessia Gioffi            | Tranne in Long Train Runnin' |
| Ambra Angiolini           | A partire dalla quarta edizione, con le sue canzoni è stato pubblicato l'album da solista T'appartengo, poi inciso anche in versione spagnola, Te pertenezco, per il mercato iberico e sudamericano |
| Angela Di Cosimo          | Solo nella canzone Ragazzo triste |
| Antonella Elia            | |
| Claudia Gerini            | Tranne in The Right Thing |
| Elena Moretti             | |
| Eleonora Cecere           | Solo nelle canzoni I Want You I Need You e, durante lo spin-off Bulli e pupe, in These Boots are made for Walkin'                                                                                   |
| Emanuela Di Lorenzo       | Durante lo spin-off Bulli e pupe nei medley |
| Francesca Gollini         | tranne in Insieme, eseguita durante lo spin-off Bulli e pupe |
| Francesca Pettinelli      | A partire dalla metà della prima edizione. Con le sue canzoni è stato pubblicato un disco personale, intitolato Dance with Francesca                                                                |
| Giordana Beni             | |
| Ilaria Galassi            | Solo nella canzone Sugar, Sugar |
| Laura Freddi              | A partire dalla metà della prima edizione |
| Laura Migliacci           | Solo in Titti amo e nelle canzoni cantate insieme a Roberta Carrano |
| Miriam Calzolari          | |
| Desi, Monia e Tania Medda | |
| Pamela Petrarolo          | A partire dalla fine della seconda edizione. Con le sue canzoni sono stati pubblicati gli album da solista Io non vivo senza te e Niente di importante.                                             |
| Roberta Carrano           | A partire dalla seconda edizione e, durante lo spin-off Bulli e pupe, in These Boots are made for Walkin' e nei medley                                                                              |
| Roberta Modigliani        | A partire dalla metà della terza edizione |
| Sabrina Impacciatore      | |
| Sabrina Marinangeli       | |
| Sabrina Pelati            | |
| Sofia Sed                 | Nella quarta edizione |
| Stella Rotondaro          | |
| Valentina Ducros          | |
| Virginia Presciutti       | A partire dalla seconda edizione |
| Yelena Merzoian           | Solo in Kalinka |

## Spin-off
Della trasmissione sono stati tratti altri programmi televisivi che sono stati considerati degli spin-off della stessa. Si trattava di versioni serali, serate speciali o programmi stagionali. Gli spin-off sono stati numerosi e hanno avuto quasi tutti lo stesso seguito della trasmissione principale.
- 1991 - Primadonna[12]
- 1991 - Capodanno con Canale 5, evento di Capodanno di Canale 5 con il cast di Non è la Rai e presentato da Enrica Bonaccorti.[16]
- 1992 - Serata d'amore per San Valentino, prima serata speciale condotta il 12 febbraio da Gerry Scotti con la partecipazione di Davide Mengacci, consisteva in una gara di canzoni d'amore interpretate dalle ragazze della trasmissione, in onda su Canale 5.[13]
- 1992 - Carnevale con Canale 5, evento in prima serata sul Carnevale con il cast di Non è la Rai, in onda il 2 marzo su Canale 5.[15]
- 1992 - La notte della bellezza, prima serata speciale condotta da Fabio Testi con il cast di Non è la Rai dedicata alla bellezza, in onda su Canale 5.[14]
- 1992 - La grande festa di Non è la Rai, speciale in onda il 28 giugno 1992 alle 22.45 su Canale 5 con le immagini del toga party organizzato dalla produzione la sera dell'ultima puntata della prima edizione e interviste realizzate da Giorgio Medail e Michela Vittoria Brambilla.[132]
- 1992 - Non è la Rai - Estate, versione in “meglio di” della prima edizione della trasmissione andata in onda durante l'estate su Canale 5.[133]
- 1992 - Bulli e pupe[17]
- 1992 - Capodanno '92, evento di Capodanno di Canale 5 con il cast di Non è la Rai e condotto da Paolo Bonolis.[25]
- 1993 - Rock 'n' Roll[26]
- 1995 - Fiori d'arancio a Non è la Rai, andato in onda il 26 luglio 1995 nel preserale di Italia 1, mostrava il matrimonio di Antonella Mosetti. Condotto da Riccardo Rossi.[53]
- 2001 - Non era la Rai[134] trasmesso su Italia 1 in occasione dei 10 anni dalla prima puntata.
- 2005 - Non è la Rai - Speciale[135] programma celebrativo trasmesso sul canale satellitare Happy Channel in occasione del decennale dalla fine del programma.
- 2016 - Non è la Rai Day[136][137] trasmesso il 12 giugno 2016 su Mediaset Extra in occasione dei 25 anni della trasmissione.
- 2017 - Capodanno con Non è la Rai[138] trasmesso il 31 dicembre 2017 su Mediaset Extra, comprendeva la replica della puntata pomeridiana del 31 dicembre 1993, condotta da Pamela Petrarolo (che sostituì Ambra, influenzata), seguita dalla replica di Capodanno con Canale 5 andato in onda il 31 dicembre 1992 e condotto da Paolo Bonolis.

## Successo e polemiche
(Gianni Boncompagni, in risposta alle critiche al programma da parte di Famiglia Cristiana)
Il fenomeno Non è la Rai è anche testimoniato dal fatto che, ogni giorno, davanti agli studi televisivi in cui veniva realizzata la trasmissione, fin dal mattino si accalcavano centinaia di fan provenienti da tutta Italia che cercavano di farsi fare autografi, fare delle foto, consegnare lettere o più semplicemente scambiare qualche parola con le giovani star del programma mentre entravano e uscivano. Alcuni di essi erano soliti riempire i muri delle strade antistanti il Centro Palatino con messaggi indirizzati alle protagoniste del programma. Tra l'altro, molte troupe di televisioni provenienti da tutto il mondo hanno fatto visita allo studio 1 del Centro Palatino di Roma dal quale andava in onda la trasmissione per studiarla e carpirne i segreti.

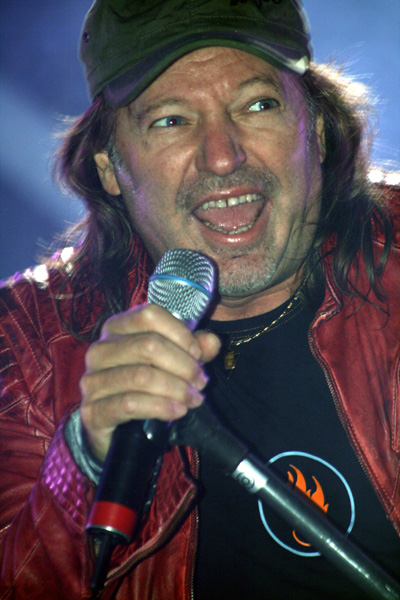
La nota canzone Delusa di Vasco Rossi ha per oggetto le ragazze della trasmissione

Insieme alle varie testimonianze del successo, Non è la Rai ha avuto anche un nutrito gruppo di detrattori che, paradossalmente, contribuirono al successo della stessa perché, anche grazie a loro, se ne parlava continuamente.
Una delle critiche principali rivolte alla trasmissione fu l'esecuzione in playback delle esibizioni canore e l'utilizzo di cantanti professioniste per il doppiaggio delle giovani intrattenitrici. Questo, come detto, era indubbiamente vero, ma non per tutte le ragazze: è noto che alcune utilizzarono sempre o saltuariamente la propria voce per incidere i brani che avrebbero in seguito eseguito durante la trasmissione, come Pamela Petrarolo e Francesca Pettinelli.
Nell'autunno del 1992 il Telefono Azzurro, per bocca del suo presidente e fondatore Ernesto Caffo, criticò pesantemente il programma, in particolare l'angolo della posta in cui veniva data la possibilità di far incontrare ad alcuni bambini le loro beniamine; secondo Caffo il programma poteva «creare modelli patologici nei ragazzi più fragili facendogli perdere il senso del rapporto tra finzione e realtà». Veniva anche fatto notare da Telefono Azzurro un fenomeno che si stava creando in quei mesi: vi erano utenze telefoniche intestate a famiglie dal cognome uguale a quello delle ragazze del programma che venivano subissate da telefonate dei fan speranzosi di poter contattare qualcuna di loro.
Nel 1993, per l'album Gli spari sopra, il cantautore italiano Vasco Rossi ha scritto una canzone avente per oggetto la trasmissione e le sue protagoniste, Delusa (che fu uno dei tormentoni musicali dell'estate 1993), in cui criticava in modo aperto la presunta ambiguità del comportamento di Gianni Boncompagni. In risposta a questa canzone, e in generale alle critiche di quel periodo, la sigla utilizzata per gran parte della terza stagione aveva come titolo Affatto deluse e nel testo, oltre ad impiegare questa frase come ritornello, consigliava a chi non era interessato al programma di cambiare emittente o di leggere un quotidiano.

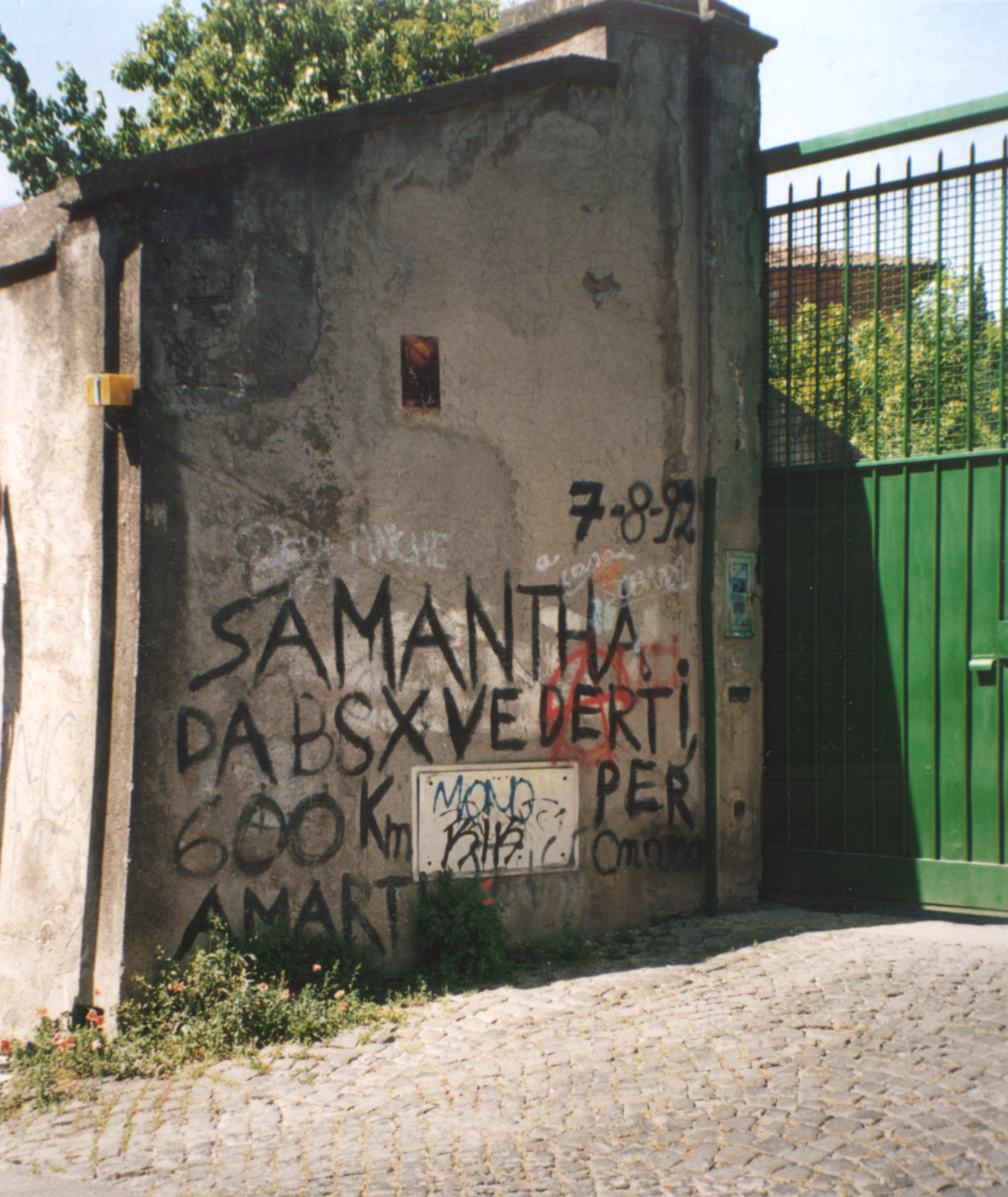
Scritte al Centro Palatino:
"7-8-92
Samantha [Dell'Acqua]
da Brescia per vederti,
600 km per amarti"

Tra le varie polemiche che riguardarono la trasmissione si ricordano anche quella causata, come già accennato, da una frase pronunciata da Ambra, che confessò che il diavoletto, una creatura computerizzata con la quale condivideva lo schermo per alcuni blocchi delle puntate interpretando i suoi gesti come le veniva suggerito dal regista tramite auricolare, le avrebbe detto che Dio era dalla parte di Berlusconi mentre il diavolo stava con Occhetto. Questo avvenne nella primavera 1994, in piena campagna elettorale per le elezioni politiche, e catalizzò numerose critiche da più parti e l'accusa di fare discorsi filo-berlusconiani. Questo fatto portò a una maggiore regolamentazione dell'uso della politica all'interno di programmi non informativi.
A prescindere dalle vicende politiche della campagna elettorale, suscitarono clamore anche i discorsi politici fatti da Ambra sempre durante la primavera del 1994. L'8 marzo di quell'anno, circa 500 studentesse organizzarono una manifestazione femminista davanti agli studi televisivi del Centro Palatino contro l'idea che, a loro parere, la trasmissione proponeva della figura della donna. Per tutta risposta, quel giorno fu mandata in onda una puntata eccezionalmente registrata il giorno prima in cui tutto il cast era vestito con abiti da sposa.
L'edizione successiva ai grandi scandali politici si aprì con altre critiche: il fatto che per un breve periodo durante la trasmissione si ballasse la canzone Short Dick Man (titolo che in italiano significa letteralmente Uomo dal pene corto) dei 20 Fingers, nell'ambito della classifica dei brani di musica dance più ballati nelle discoteche, attirò sul programma una serie di proteste, a causa del contenuto spinto del motivo musicale.

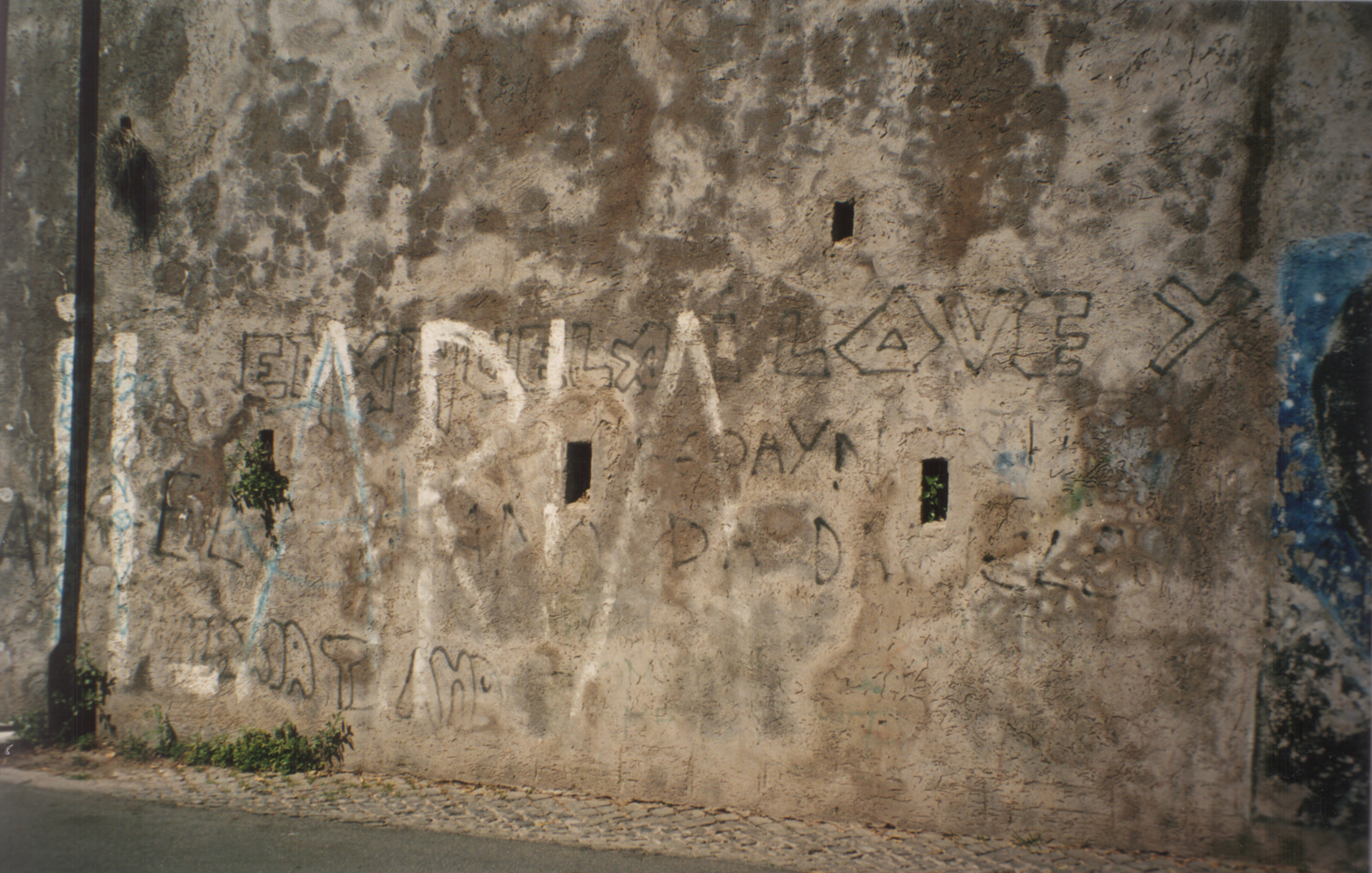
Scritte al Centro Palatino:
"Ilaria [Galassi] ti amo"
"Emanuela [Panatta] I love you"

Di tanto in tanto, comunque, era comune leggere sui giornali, durante lo svolgimento della seconda e della terza edizione (stagioni 1992/93 e 1993/94), proteste di varia natura da parte soprattutto di associazioni di genitori o di esponenti della Chiesa (pesanti critiche furono rivolte anche dal settimanale Famiglia Cristiana), per via dell'immagine da lolita che veniva “ritagliata” sulle ragazze, che venivano mostrate durante i balli di gruppo tramite inquadrature e atteggiamenti da alcuni ritenuti provocatoriamente equivoci. A seguito di queste critiche, nella quarta stagione gli abiti di alcune di coloro che si esibivano nei momenti di ballo e canto vennero modificati per renderle meno provocanti, pur essendo in generale l'abbigliamento di questa edizione già più castigato rispetto a quello delle edizioni precedenti (dove spesso le partecipanti ai giochi o ai balli di gruppo erano in costume da bagno).
Il fatto che alcune delle partecipanti all'ultima edizione avessero meno di quattordici anni fomentò la protesta di alcune mamme, che, in seguito a cortei e manifestazioni di dissenso, riuscirono nell'intento di far allontanare dal palcoscenico le più giovani. Il regista, però, decise di non eliminare la partecipazione di tali ragazze al programma, ed anzi esaltò la loro presenza facendo loro interpretare una sorta di "sceneggiato" di addio in cui si assisteva alla scena di ventisette ragazze che, tra (finte) lacrime e un sottofondo musicale struggente, abbandonavano lo studio. Tutto questo accadeva ogni giorno alle 15:30, poiché le under 14 non potevano stare in video per più di un'ora al dì.
Particolari critiche sono state mosse anche per il fatto che spesso, durante i momenti musicali e in particolare con le canzoni d'amore, alcune ragazze che ascoltavano l'esibizione sedute sulle sedie rosse piangevano. Molti ebbero il sospetto che queste lacrime fossero forzate dalle stesse ragazze per ottenere un'inquadratura; durante gli speciali commemorativi della trasmissione alcune di loro hanno affermato che prima della diretta veniva somministrato del collirio, che agevolava la lacrimazione durante le canzoni struggenti.

## Il caso del “Cruciverbone”
Anche se Non è la Rai divenne un fenomeno di costume (e di polemiche) solo a partire dalla seconda edizione, anche nella prima si verificò un fatto che suscitò un caso mediatico: nella puntata del 31 dicembre 1991, durante il gioco del Cruciverbone, ebbe infatti luogo una presunta frode televisiva. La concorrente che telefonava per partecipare al gioco in diretta, una donna di Bassano in Teverina di nome Maria Grazia, dopo aver risposto correttamente a quasi tutte le domande (ogni concorrente del gioco poteva indovinarne un massimo di cinque), come quinta ed ultima definizione da indovinare scelse il 96 orizzontale, una parola composta da sette lettere, nessuna delle quali già scoperta. La conduttrice Enrica Bonaccorti commentò dicendo "Tutta vuota, l'hai scelta", volendo rimarcare il fatto che la signora aveva scelto un termine difficile da indovinare in quanto ancora completamente in bianco; in quel momento, dall'altro capo del telefono, la donna diede inaspettatamente la risposta esatta, ovvero Eternit. La presentatrice subito si rivolse con tono adirato alla concorrente, chiedendole come avesse fatto ad indovinare il termine in questione senza averne sentito la definizione (che era Il nome del cemento-amianto) e senza lettere scoperte che potessero aiutarla, la accusò di aver commesso una truffa e poi chiuse la telefonata. La concorrente (che aveva tentato di giustificarsi dicendo "L'ha fatta, la domanda", come se avesse probabilmente scambiato il commento della conduttrice alla scelta della parola per la definizione della stessa) venne quindi squalificata; nei giorni successivi la Bonaccorti sporse denuncia, affermando di voler scoprire se e come si fosse verificata una fuga di notizie in redazione, atta a fornire in anteprima a terze persone le risposte del gioco. La concorrente fu rinviata a giudizio e processata a Viterbo; in sede dibattimentale essa si giustificò affermando di essere una sensitiva e di aver sognato la soluzione la notte precedente. Al di là di tale fantasiosa spiegazione, la donna venne comunque assolta per insufficienza di prove. La Bonaccorti ha in seguito rivelato di essere stata redarguita dai vertici Fininvest dell'epoca per non aver glissato sull'accaduto.

## Gli anni successivi alla trasmissione

### Le repliche

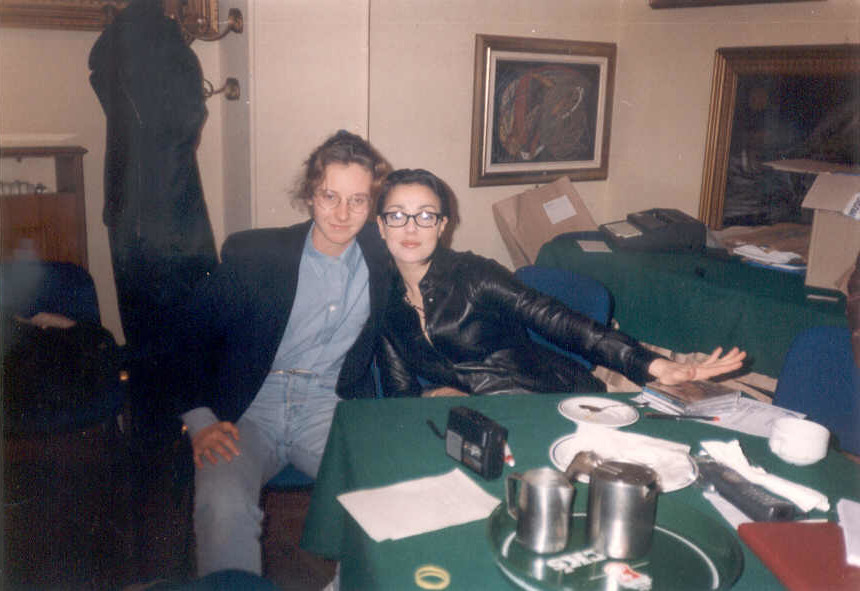
Ambra Angiolini (qui a destra in una foto del 2008) ha condotto il programma per due anni, dal 1993 al 1995

Non è la Rai è stato replicato innumerevoli volte sia nelle ore notturne su Italia 1 (tra il 1999 e il 2003) che sul canale satellitare Happy Channel, dal marzo 1999, che su Mediaset Extra.
In particolare, su Italia 1 le repliche erano inserite nel palinsesto notturno, inizialmente alle 4 del mattino, ottenendo notevoli risultati d'ascolto in termini di share, nonostante la penalizzante fascia oraria, mentre su Happy Channel coprivano vari orari del palinsesto della rete tematica, per poi assestarsi nel luglio del 2003 alle 15:30. Il programma, in particolare, è stato uno dei più proposti e uno dei pilastri dell'emittente satellitare, andando in onda fino alla chiusura del canale stesso e risultando l'ultimo programma trasmesso dal canale, all'alba del 1º gennaio 2006, data di chiusura del canale per una ridefinizione contrattuale.
Dopo cinque anni dall'ultimo ciclo di repliche, dal 4 aprile 2011 le puntate delle ultime due edizioni del programma sono state riproposte su Mediaset Extra, inizialmente in fascia pomeridiana (dove ha ottenuto ottimi risultati di ascolto in confronto alla media dell'emittente, arrivando a toccare uno share dell'1%), per poi essere spostato nel preserale. Altre riproposizioni della trasmissione erano collocate in diverse fasce della giornata. Dopo poche settimane si è assestato definitivamente nel palinsesto notturno dell'emittente, mantenendo tale collocazione oraria per diverse stagioni.
Non tutte le puntate sono state replicate; Mediaset ha infatti montato la stragrande maggioranza di quelle delle ultime due edizioni e alcune della seconda, tralasciando totalmente la prima edizione durante la quale i momenti di sponsor, che nella replica dovevano essere necessariamente tagliati, componevano la maggior parte della diretta; in seguito a un irrigidimento delle leggi che regolamentavano questo genere di propaganda, gli sponsor furono infatti soppiantati dalle più agili televendite, lasciando maggior spazio al programma.
Dopo 25 anni, anche la prima edizione del programma è tornata in onda con le repliche di Non è la Rai estate, speciale antologico trasmesso originariamente nell'estate 1992 e riproposto dal giugno 2016 su Mediaset Extra.
Nella primavera del 2020 è cominciata la replica dell'intera terza stagione del programma: tre puntate alla volta sono trasmesse nella programmazione notturna, tra il lunedì e il martedì, da Mediaset Extra.

### Programmi celebrativi
La fama e il culto del programma non si sono conclusi il 30 giugno 1995. Negli anni successivi, oltre a riproporre le vecchie puntate, Mediaset ha prodotto due speciali commemorativi: il primo risale al 2001 ed è intitolato Non era la Rai, mentre il secondo, del 2005, è Non è la Rai speciale.
Le stesse ragazze sono state spesso ospiti di numerosi programmi televisivi, sia singolarmente che in gruppo, per raccontare la loro esperienza e parlare della loro vita dopo Non è la Rai.
Nel dicembre 2006 dieci ex ragazze di Non è la Rai (Pamela Petrarolo, Eleonora Cecere, Angela Di Cosimo, Francesca Pettinelli, le gemelle Eleonora e Nicoletta Costanzo, Shaila Risolo, Ilaria Galassi, Monia Arizzi e Alessia Gioffi) hanno preso parte a Libero, condotto da Alessandro Siani, che fu però interrotto dopo due puntate per i bassi risultati d'ascolto. A sostituire Siani, ribattezzando il programma Stile Libero Max, vennero chiamati Max Giusti e Richard Benson affiancati da un'altra ex ragazza di Non è la Rai, l'attrice e comica Lucia Ocone.
Nel 2007 tredici protagoniste della trasmissione degli anni novanta (Pamela Petrarolo, Eleonora Cecere, Angela Di Cosimo, Francesca Pettinelli, Gaia Camossi, Daniela Giagheddu, le gemelle Eleonora e Nicoletta Costanzo, Sofia Sed, Letizia Boupkouele, Sabrina Marinangeli, Valentina Abitini e Shaila Risolo) hanno posato per un casto calendario benefico, ideato da un sito Internet dedicato al programma, il cui ricavato è stato devoluto all'associazione Save the Children per il sostegno a distanza di un bambino.
La fotografa di questo calendario è Patrizia Abbadi, cugina di Laura Freddi, anche lei facente parte del cast di Non è la Rai e oggi fotografa professionista.
Nel 2008 l'esperienza a scopo benefico si è ripetuta con altre tredici ragazze: Francesca Pettinelli, Gaia Camossi, Daniela Giagheddu, Samantha Dell'Acqua, Federica Lotto, Marzia Aquilani, Valentina Abitini, Shaila Risolo, Eleonora Cecere, Barbara Trani, Arianna Becchetti, Alessia Bonetti e Romina Citarella.
Le fotografie sono state realizzate per il secondo anno da Patrizia Abbadi.

#### Non era la Rai
Non era la Rai è stato il primo dei due speciali, prodotto da Mediaset nel 2001 in occasione dei 10 anni dalla prima puntata di Non è la Rai. Fortemente voluto dai fan dello spettacolo, aveva l'obiettivo di rintracciare coloro che sono state lanciate nel mondo dello spettacolo dalla trasmissione, svelando piccoli segreti o retroscena a distanza di qualche anno. Erano presenti anche le rubriche Juke Box, spezzoni di brani presentati nel varietà, Faccia a Faccia, dove due tra le protagoniste più amate venivano sottoposte ad un'intervista doppia in stile Le iene, e Il Domandone, in cui veniva posta la stessa domanda a tutte le ragazze che hanno partecipato alla realizzazione di questo show commemorativo, tra cui Ambra Angiolini, Pamela Petrarolo, Miriana Trevisan, Yvonne Sciò, Ilaria Galassi, Roberta Carrano ed Eleonora Cecere.
Era composto da dieci puntate da 30 minuti ciascuna in onda a partire dal 10 settembre 2001. In seguito ai fatti dell'11 settembre di quell'anno, la puntata del 12 non andò in onda e furono riassemblate le rimanenti in episodi da 40 minuti, anticipando l'orario dalle 15:00 alle 14:50.
Il programma è stato riproposto tre volte: nei primi giorni del 2002 in occasione del 20º compleanno della rete e nell'estate 2005, sabato 9 e 16 luglio in fascia pomeridiana, in occasione del decennale dal termine di Non è la Rai, ottenendo ottimi ascolti in entrambe le puntate, e il 12 giugno 2016, in una lunga maratona su Mediaset Extra in occasione nel Non è la Rai Day.

#### Non è la Rai speciale
Non è la Rai speciale è stato prodotto dalla RTI New Media nel 2005 in occasione dei dieci anni dalla conclusione della trasmissione ed è andato in onda in prima serata il 26 settembre 2005 sul canale satellitare Happy Channel, che ne riproponeva le puntate.
Versione più rilassata (per via dell'assenza della pubblicità e dei ritmi meno serrati di una TV satellitare) di Non era la Rai, era più incentrato sulla discussione del programma come “fenomeno” piuttosto che sulla carriera delle protagoniste: sono state analizzate le tappe più importanti della storia del varietà, passando per i quaderni, diari, profumi e altri gadget ad essa legati. Al programma celebrativo hanno partecipato alcune ragazze del cast, molte delle quali diventate mamme. Le ragazze interpellate per la registrazione di Non è la Rai speciale (della durata di circa 90 minuti) sono state Alessia Gioffi detta Terminator, che per tutta la durata della trasmissione ha cercato per le strade di Roma qualcuno che la riconoscesse, Roberta Modigliani, Alessia Merz, Annalisa Mandolini, Antonella Mosetti, Monia Arizzi, Angela Di Cosimo, Arianna Becchetti, Miriana Trevisan, Stella Rotondaro, Eleonora Cecere, Yvonne Sciò, Emanuela Panatta, Sofia Sed, Laura Freddi, Veronica Cannizzaro, Ambra Angiolini e Pamela Petrarolo.
Hanno partecipato anche Irene Ghergo, autrice del programma e braccio destro di Boncompagni in quel periodo, Corrado Grego, storico produttore della trasmissione nelle sue ultime edizioni, e uno dei cameraman, Gianni Venditozzi, che hanno raccontato aneddoti riguardanti i retroscena della trasmissione.
I diritti di quest'opera erano ad appannaggio di Sky Italia fino al 2010, come da contratto.
Mediaset l'ha ritrasmessa nell'ambito del Non è la Rai Day il 12 giugno 2016.

#### Non è la Rai Day
Il 12 giugno 2016, in occasione dei 25 anni dalla messa in onda della prima puntata, Mediaset ha celebrato la trasmissione proponendo una maratona di puntate del programma sulla rete digitale Mediaset Extra - che già in passato aveva proposto la trasmissione - in onda dalle 10:30 del mattino fino all'alba del giorno seguente. Per l'occasione sono state riproposte tre puntate di Non è la Rai estate, un'antologia della prima edizione trasmessa nel 1992 mai più ritrasmesse in televisione dopo l'emissione originale, e alcune puntate delle successive edizioni, tra cui l'ultima del 30 giugno 1995, oltre ai due speciali realizzati in precedenza, Non era la Rai e Non è la Rai Speciale, e una puntata del Maurizio Costanzo Show in versione Uno contro tutti dedicata ad Ambra Angiolini e trasmessa nel 1997. La maratona ha sorprendentemente suscitato un notevole successo di pubblico in particolar modo sui nuovi social media come Twitter, dove la trasmissione è stata tra gli argomenti più discussi della giornata, e attirato l'attenzione della critica televisiva.
Sempre nel mese di giugno 2016 è uscita una ristampa in vinile del primo album di Ambra Angiolini, T'appartengo.
L'esperimento è stato riproposto l'11 giugno 2017, dalle 10.30 alle 20.20 sempre su Mediaset Extra, con la riproposizione di una puntata del Maurizio Costanzo Show del 2003 dedicata alla trasmissione, la replica dello speciale La grande festa di Non è la Rai del 1992 e la riproposizione di alcune puntate della terza edizione del programma del periodo compreso tra maggio e giugno 1994 mai riproposte in precedenza e intitolate per l'occasione Le puntate perdute.

#### Capodanno con Non è la Rai
Nella serata del 31 dicembre 2017, per festeggiare il Capodanno e l'arrivo del 2018, è stato proposto nell'emittente Mediaset Extra il programma Capodanno con Non è la Rai. La trasmissione comprendeva la riproposizione in prima serata della puntata del 31 dicembre 1993, condotta da Pamela Petrarolo in luogo di Ambra Angiolini, malata, seguita poi dalla replica integrale di Capodanno con Canale 5, andato originariamente in onda il 31 dicembre 1992 e condotto da Paolo Bonolis. La messa in onda di quest'ultima parte è stata effettuata in modo che la mezzanotte della replica coincidesse con quella reale, del 2017.
Note a margine
Vasco Rossi ha dedicato alle ragazze della trasmissione la nota canzone Delusa, ma non è stato l'unico brano che comprende nel suo testo citazioni alla trasmissione.
Il programma è citato anche in Maschio dove sei di Sabrina Salerno (1995) e in Deca Dance di J-Ax (2009).
In Deca Dance il cantante lo assimila ad altri programmi cult dei decenni passati, al pari di Drive In e I ragazzi della 3ª C, anche questi citati nella canzone.
Nel 1995, il regista Paolo Virzì ha inserito nel film Ferie d'agosto una scena nella quale è stato rappresentato, in versione didascalica ed evocativa, il programma: una delle protagoniste del film partecipa al Cruciverbone, per l'occasione condotto da Cristina Aranci, una delle ragazze di spicco dell'ultima stagione, contornata da numerose sue colleghe.
Anche nel film Lamerica, di Gianni Amelio, vi è una scena nella quale si fa riferimento al programma. Alcuni protagonisti del film guardano Non è la Rai: in particolare si possono vedere sullo schermo della televisione alcune ragazze che si esibiscono in una coreografia.
Nella serie TV 1992, in onda su Sky Atlantic, vi sono molte immagini e riferimenti alla trasmissione; va segnalato che tuttavia questi riferimenti sono degli anacronismi, in quanto nella prima puntata della serie, ambientata nel febbraio/marzo 1992, si vede un filmato di Non è la Rai con il logo di Italia 1, quando invece all'epoca il programma andava in onda su Canale 5 (il programma fu spostato su Italia 1 l'11 gennaio del 1993, a metà della seconda edizione). Inoltre tra le ragazze che si vedono vi è Francesca Gollini, entrata nel cast solo nella seconda edizione, in onda dal 14 settembre 1992, così come è ben visibile la scenografia interamente estiva, anch'essa presente solo a partire dalla seconda stagione del programma. Anche nel sequel 1993 la trasmissione viene citata più volte.

## Premi
- 1992 - “Premio Regia Televisiva”[37]
- 1994 - “Telegatto alla rivelazione televisiva dell'anno” (per Ambra Angiolini)[1]

## Non è la Rai all'estero
Il format di Non è la Rai fu acquistato dalla rete televisiva brasiliana SBT, che ne produsse una versione locale, chiamata Fantasia, andata in onda dal 1997 al 2000 e nuovamente dal 2007 al 2008.